# Resolução 6 do Conselho de Segurança das Nações Unidas
Resolução 6 do Conselho de Segurança das Nações Unidas, aprovada por unanimidade em 17 de maio de 1946, datas em que o Conselho de Segurança iria rever novos candidatos para as Nações Unidas. A resolução foi alterada em 24 de julho por causa do adiamento da data da segunda parte da primeira sessão da Assembléia Geral.